# Otopteropus cartilagonodus
Otopteropus cartilagonodus é uma espécie de morcego da família Pteropodidae. Endêmica das Filipinas.